# Unité géographique d'analyse
Les unités d'analyse géographique (UGA) constituent un découpage géographique de la France en fonction de certains critères propres à l'industrie pharmaceutique dont en particulier le nombre de pharmacies. 
La réglementation française interdisant de connaître les ventes détaillées de médicaments au niveau des points de vente (à savoir principalement les pharmacies d'officine), l'UGA constitue un niveau d'agrégation minimum pour connaître les ventes détaillées des produits de l'industrie pharmaceutique sur un périmètre géographique donné.
Il existe un niveau encore plus fin, qui est l'agrégat de point de vente.
Le découpage actuel est de 746 UGA, une UGA est identifiable par les deux premiers caractères qui sont généralement le numéro de département suivi de trois lettres correspondant au début du nom d'une commune. Par exemple, « 92NAN » pour l'UGA de Nanterre.
La construction des secteurs dans la visite médicale dite « à la ville » se fait traditionnellement sur les UGA, un secteur associé à un visiteur médical étant composé d'une ou plusieurs UGA. Pour connaître la performance d'un visiteur médical et de son secteur, il suffit d'analyser les ventes réalisées sur les UGA correspondantes.
Le GERS, groupement pour l'élaboration et la réalisation de statistiques, fournit à ses clients adhérents les données de ventes, le découpage et les outils nécessaires à l'analyse de ces données.